# Marcos Lenzoni
Marcos Lenzoni (1 de septiembre de 1894 – 25 de abril de 1924) fue un poeta y dramaturgo argentino reconocido por sus aportes a la literatura y al teatro argentino de comienzos del siglo XX. Su obra reflejó temas de melancolía urbana, crítica social e introspección lírica.

### Primeros años y formación
Lenzoni nació en Nelson, un pequeño pueblo de la provincia de Santa Fe, Argentina. Aunque se conocen pocos detalles sobre su formación académica, se integró activamente a los círculos literarios de Rosario, ciudad en la que transcurrió la mayor parte de su vida y donde desarrolló su carrera artística.

### Carrera literaria
Lenzoni fue autor de varias obras teatrales que obtuvieron notoriedad en la posguerra de la Primera Guerra Mundial. Entre sus principales piezas se encuentran:
- Los murciélagos (1919)
- Un pobre diablo (1920)
- Las que pecan (1921)
- Nuestras hermanas (1922)

Como poeta, Lenzoni colaboró frecuentemente con importantes revistas literarias como El Hogar, Atlántida, Mundo Argentino, Apolo, Monos y Monadas y Nosotros. Su poesía se destacó por su intensidad emocional y su elegancia lírica.
Entre sus poemas más celebrados se encuentran:
- Ego
- El lago
- Tarde de lluvia
- Mi ciudad, una oda poética dedicada a la ciudad de Rosario, publicada en Transparencias, revista dirigida por Alfredo A. Bianchi y Roberto F. Giusti.

### Fallecimiento y legado póstumo
Marcos Lenzoni falleció a los 29 años, el 25 de abril de 1924, en Rosario, Argentina. A pesar de su corta vida, su legado perduró gracias al reconocimiento de críticos y colegas. En 1945, el escritor Ricardo Ernesto Montes i Bradley publicó Resurrección de Lenzoni, con un florilegio, un volumen conmemorativo que incluye una selección de sus poemas y reflexiones biográficas. La edición también contó con ilustraciones de Ricardo Warecki y Arzubi Borda, consolidando aún más la figura de Lenzoni en la memoria cultural de Rosario y la literatura argentina. 